# Paraguay
Paraguay (hivatalosan: Paraguayi Köztársaság; spanyolul República del Paraguay; guaraní Paraguái Tavakuairetã) független, tengerparttal nem rendelkező ország Dél-Amerikában. Az országot délről és délnyugatról Argentína, keletről és északkeletről Brazília, északnyugatról Bolívia határolja.
Az egykori spanyol gyarmat 1811-ben nyerte el függetlenségét. Bolívia mellett a kontinens másik, tengerparttal nem rendelkező országa. Felszínét a Paraguay folyó – mocsarakkal és erdőkkel tarkított – völgye osztja két részre. A folyótól nyugatra a Gran Chaco szavannás alföldje, keleten pedig a szubtrópusi erdőkkel fedett Brazil-magasföld előhegysége uralja a tájat.
Paraguay fejlődő ország, ahol a több mint hétmillió lakosának többsége mesztic és a guarani kultúra továbbra is nagy befolyással bír; a lakosság több mint 90%-a beszéli a guarani nyelv különböző dialektusait a spanyol mellett.
A szegénység és a politikai elnyomás ellenére számos globális közvélemény-kutató szerint a világ egyik legboldogabb országa.

## Etimológia
A Paraguay szó a guaraní névből származik.
A név pontos jelentésével kapcsolatban nem született végleges következtetés, de a nevet a legnagyobb folyójáról kapta.

## Történelem

### Spanyol hódítás
A becslések szerint 250 000 főnyi őslakosság az európaiak megjelenése előtt több hullámban népesítette be a területet. 1527-ben a spanyolok megbízásából a Csendes-óceánhoz vezető utat kereső Sebastián Gaboto fedezte fel a területet. Az 1537-ben alapított Asunción város hamarosan a spanyol gyarmati közigazgatás központjává vált a Río de la Plata vidéken. Innen indultak a későbbi expedíciók további területek és nemesfémek felkutatására. 1547-ben a Domingo Martínez de Irala kormányzó által szervezett expedíció felderítette a szárazföldi utat Peru felé, ezt követően a területet a Perui Alkirályság alá rendelték.

### Jezsuita missziók

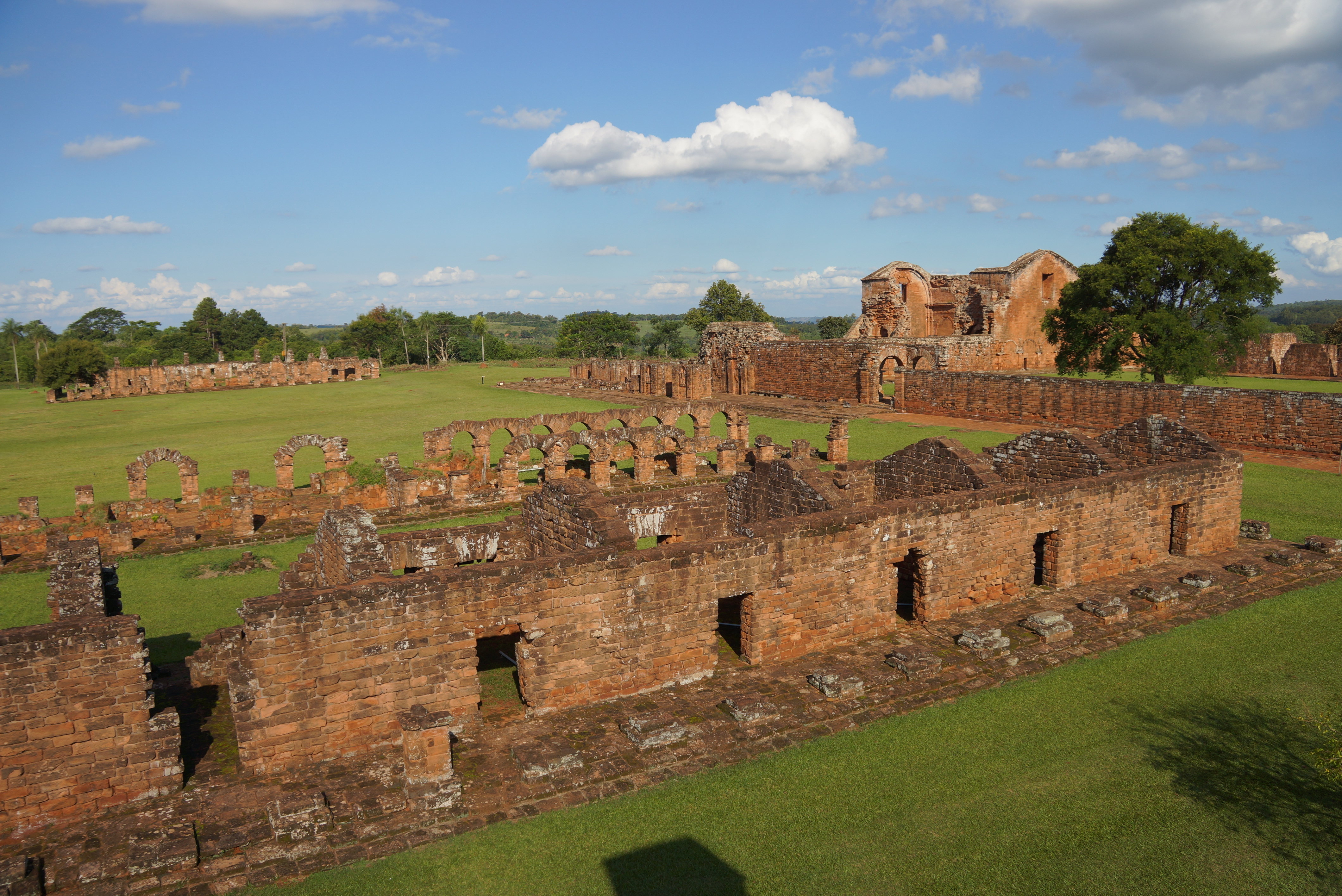
Egy jezsuita misszió romjai, Trinidad

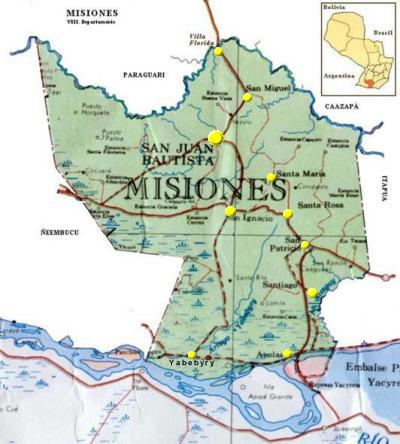
A missziós területek

A határvidéken feltűnő portugál gyarmatosítók ellensúlyozására a spanyolok 1588-tól jezsuitákat és néhány franciskánus szerzetest telepítettek le. A 17. század elejétől az általuk szervezett indián közösségeket úgynevezett redukciókban telepítették le. A jezsuiták kikötötték, hogy e területekre katonák és tisztviselők nem léphetnek. Kb. 30 redukciót, indián telepet hoztak létre, amelyekben 100-150 ezer indián élt, s amelyek egy egységes államot alkottak.
Ezek a telepek az ún. jezsuita út mentén feküdtek és széles körű jogokkal bírtak, akárcsak a középkori európai apátságok.  A jezsuiták által vezetett közösség csaknem önálló államnak számított, az ezen a területen élő guaraní indiánok védve voltak a spanyolok elnyomásától. A jezsuiták még külön katonaságot is fenntartottak belőlük, nehogy valamelyik földesúrnak erőszakoskodni támadjon kedve.
Az indiánok életét a jezsuiták szigorúan szabályozták. A hajnali harangszóra mindenkinek misére, az esti harangszóra pedig ájtatosságra kellett mennie. De harangszó jelezte a munka, az iskola és mindenki számára kötelező keresztény tanítás kezdetét is.
A redukciók lakóinak napi 10-11 órát kellett kemény munkában tölteniük. A férfiak földműveléssel, állattenyésztéssel és iparral foglalkoztak, amíg a nők a házimunkát és a középületek körüli tevékenységet látták el. A redukciókban magántulajdon nem volt, a földek, műhelyek, üzemek, de a termelési eszközök is "Isten tulajdonát" képezték, azaz köztulajdonban voltak. 
A redukciók legfőbb irányítását a jezsuita tartományfőnök látta el, aki egyházi hatalmát a pápától, világi hatalmát pedig a spanyol királytól kapta. 
A megerősödő helyi kreol arisztokrácia 1725-ben, majd 1733–35 között fellázadt a Jezsuita Rend gazdasági monopóliuma ellen.  1753–56 között a missziók lakossága is fegyvert ragadott az 1750-ben kötött spanyol–portugál madridi szerződés ellen tiltakozva.  E szerződésben a spanyol korona missziós területeket engedett át a portugáloknak. Ennek is szerepe volt abban, hogy a zárt településeknek e sajátos formájára már nem tartva igényt, 1767-ben III. Károly rendeletében a jezsuita rendet feloszlatta, és a Jezsuita út, az istenállam megszűnt, a bevonuló portugálok a bennszülötteket jobbágysorba vetették.

### Diktátorok és a Hármas Szövetség háborúja
1776-ban Paraguay-t a Perui Alkirályságból kivált Río de la Plata Alkirálysághoz csatolták. 1810-ben az argentin függetlenségi felkelés csapatai Buenos Airesből indulva Paraguay bekebelezésére tettek kísérletet. Ezt a helyi csapatoknak sikerült meghiúsítani. Az 1811. június 17-i asuncióni kongresszuson kimondták a Spanyolországtól független, önálló Paraguay létrejöttét. Az ország élére José Gaspar Rodríguez de Francia, a függetlenségi harcok egyik hőse került, akit 1817-ben örökös diktátorrá neveztek ki. A szomszédos államok által területileg fenyegetett ország megerősítése érdekében Francia vaskézzel kormányzott. Az országot teljesen elzárta a külvilágtól. A külső és belső nyugalmat kicsiny, de jól fegyelmezett hadseregével sikerült biztosítania haláláig, 1840. szeptember 20-ig.
Utódját, Carlos Antonio Lópezt (aki az unokaöccse volt) 1844-ben diktátori hatalommal elnökké választották, s ezt a tisztséget 1862. szeptember 10-i haláláig meg is tartotta. López hatalmas személyi vagyont halmozott fel, ugyanakkor Francia politikájával szakítva megnyitotta és modernizálta hazáját. 1845-46-ban sikertelen háborút vívott Juan Manuel de Rosas argentin elnökkel, aki nem ismerte el Paraguay függetlenségét. Rosas bukása után normalizálódtak a két ország közti kapcsolatok. 1853-ban végre több ország elismerte Paraguay állami létét, de külkapcsolatai sohasem voltak zavartalanok a szomszédos országokkal.
1862-ben, apja halálakor Francisco Solano López lett az elnök, aki tovább folytatta az ország modernizálását. Legfontosabbnak a hadsereg fejlesztését vélte, melynek létszámát rövidesen 60 000 főre növelte.  1864-ben, mikor Brazília Uruguay ellen támadást hajtott végre, López hadat üzent Brazíliának. A hat évig tartó háborúban Paraguay lakosságának többsége meghalt, a háborút 1,4 milliós korábbi népességéből csak 220 ezer fő élte túl, és mindössze 30 ezer felnőtt férfi volt az életben maradottak közül. A háborúban gyerekeket is besoroztak a hadseregbe, s hogy megtévesszék az ellenséget, szakállt és bajuszt ragasztottak fel nekik. Argentína, Brazília, Uruguay hármas szövetsége az ország területének csaknem felét szerezte meg Paraguaytól.

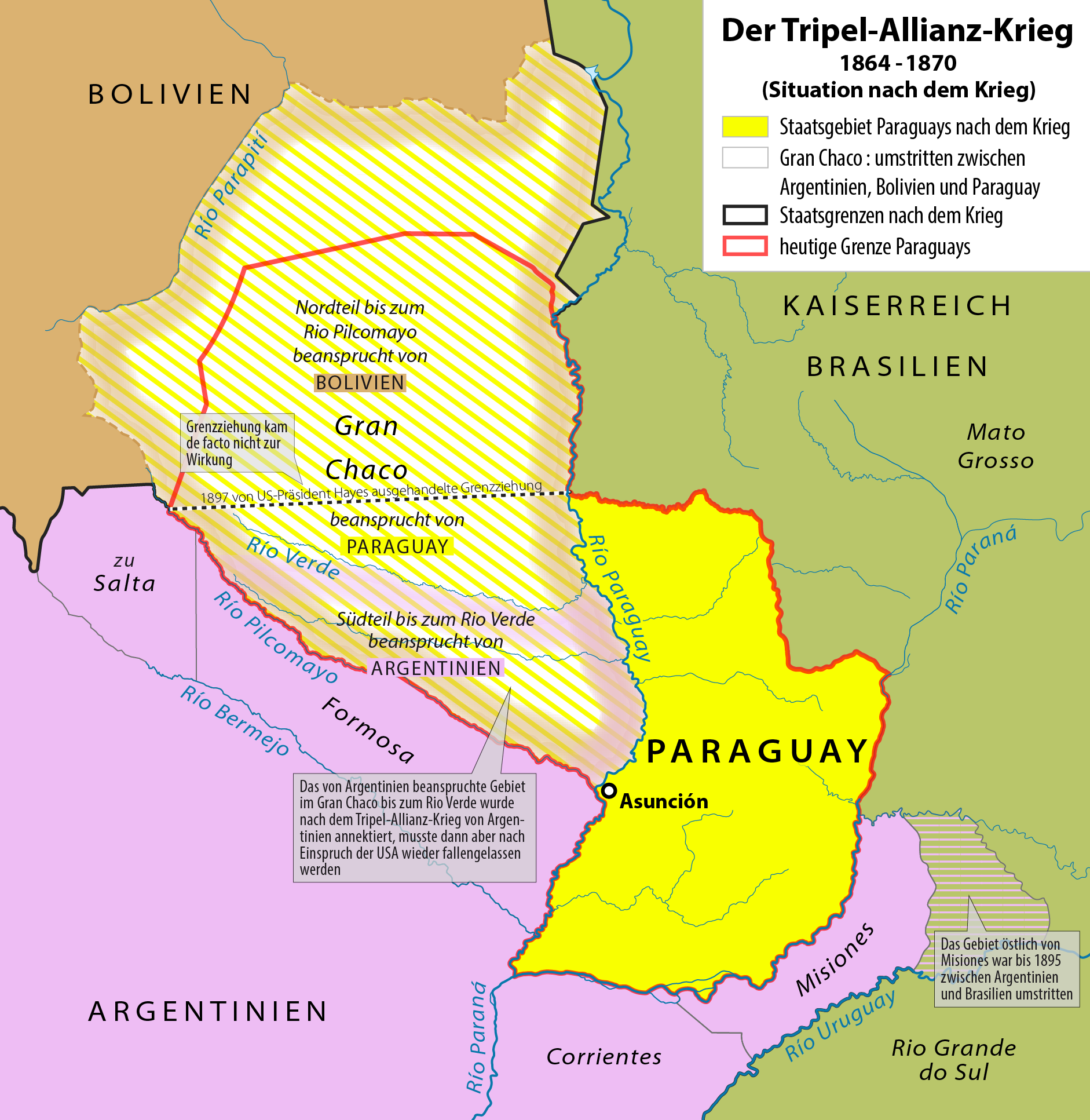
Paraguay a hármas szövetség háborúja után
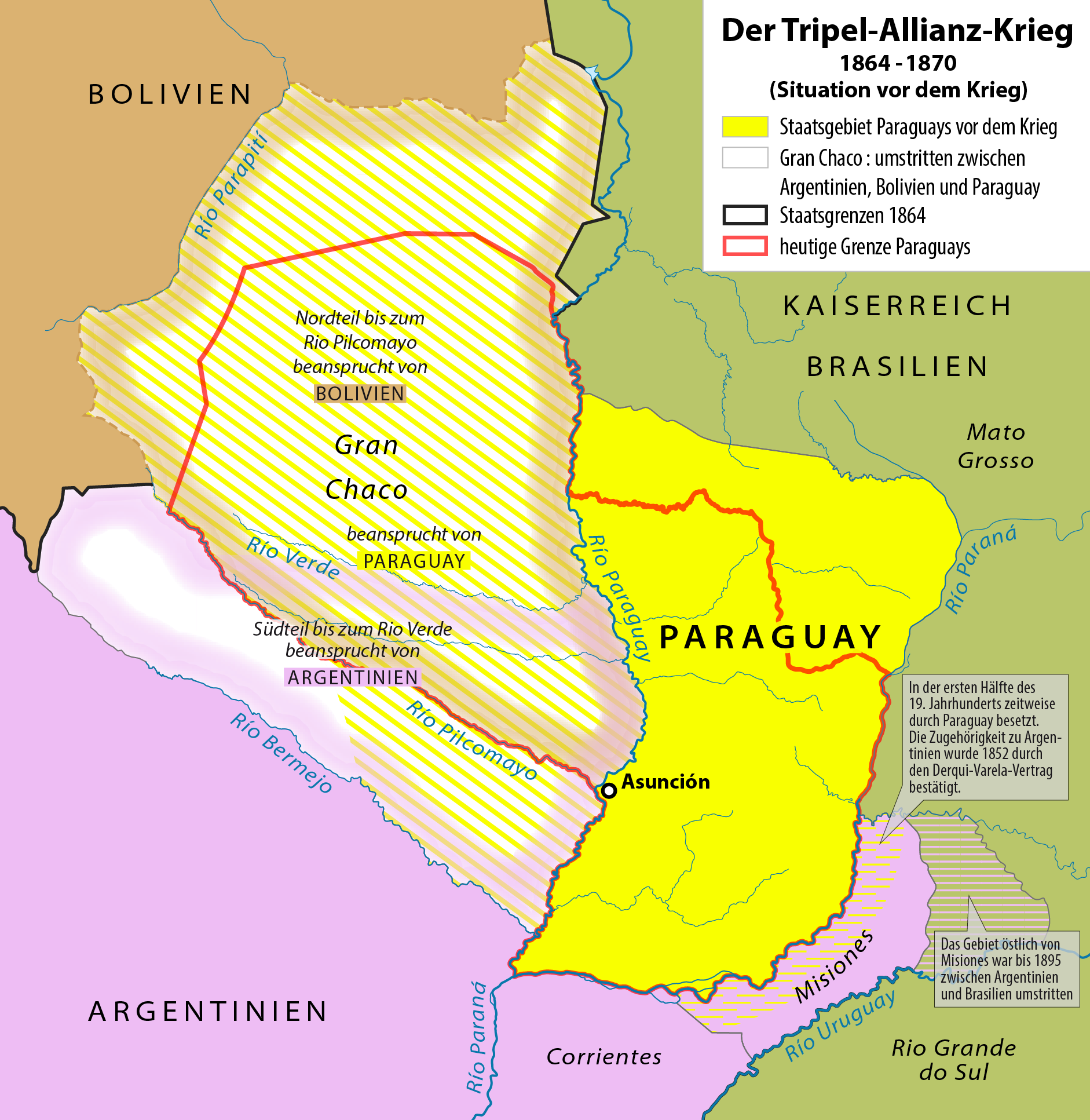
Paraguay a hármas szövetség háborúja előtt
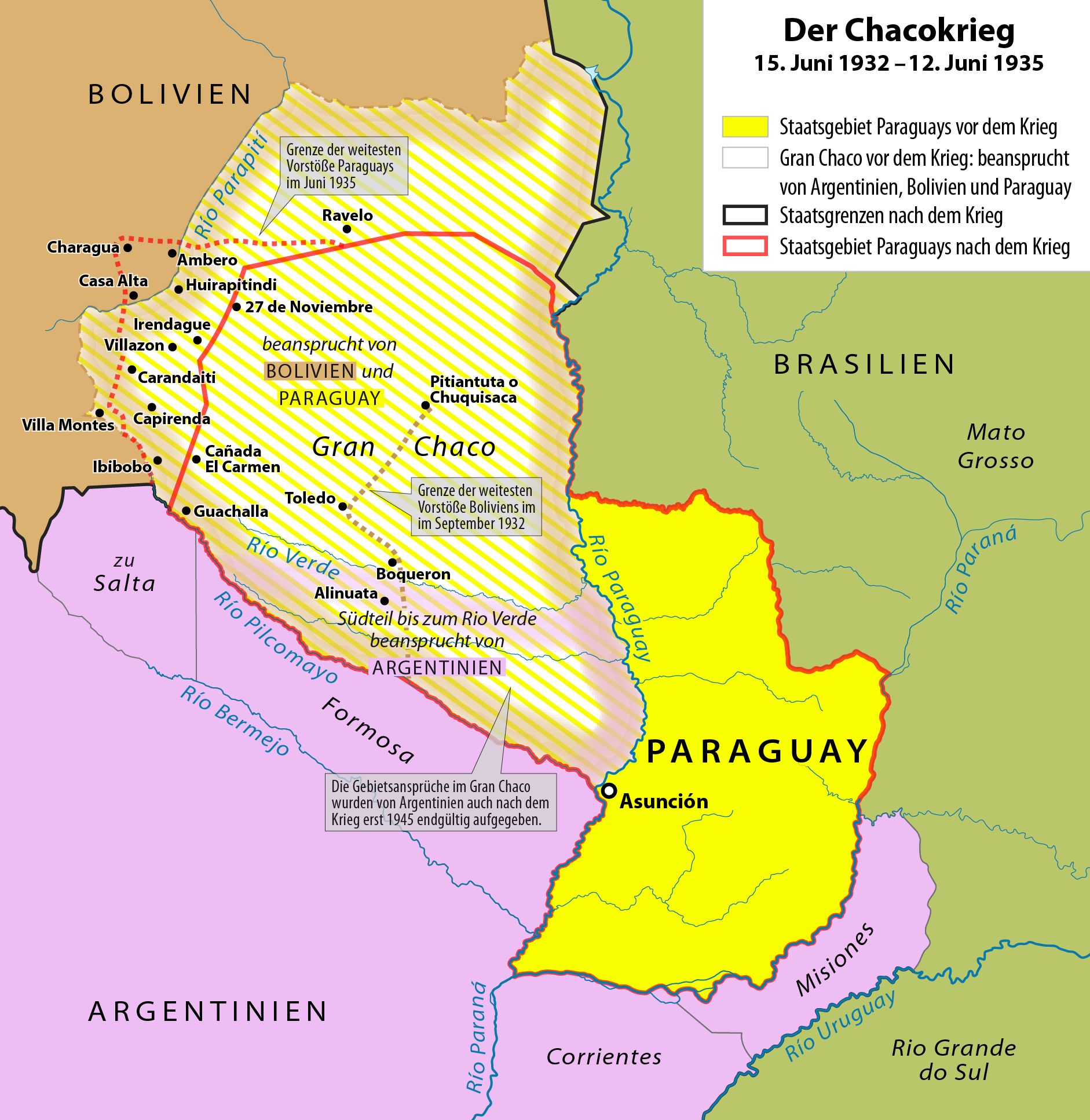
A Gran Chacó-i háború

### Diktátorok és a Chaco-háború
1870-1904 között a konzervatív Colorados és a liberális Azules párt közötti vég nélküli harcok és egymást követő államcsínyek  jellemezték az ország belpolitikáját. Paraguay az első világháborúban semleges maradt. A háború az ország gazdaságára nézve némi élénkülést hozott. 1928-ban a Bolíviával határos Chaco-vidéken jelentős olajmezőt fedeztek fel. Elmérgesedett a két ország között amúgy is meglévő területi vita.
Az állandó határincidensek 1932-ben a Gran Chacó-i háborúhoz vezettek (1932–35). Az 1938-ban megkötött béke értelmében Paraguay a vitatott területek nagy részét megkapta, de biztosítania kellett Bolívia számára egy kijáratot a Paraguay folyóhoz. Közben az ország irányítását Eusebio Ayala elnöktől (1932-36) az 1936. február 17-én lezajlott febrerista népi felkelésben annak vezetője, Rafael Franco ezredes (1936-37) ragadta magához, akit egy újabb katonai puccs elődje sorsára juttatott. 1939-ben José Félix Estigarribia tábornokot (1939–40), a chacói háború hősét választották elnöknek, aki nem sokkal később váratlanul meghalt és helyét Higinio Morínigo (1940–48) vette át.
Morínigo kormányzását követően az ország ismét politikai anarchiába süllyedt, és az egymást követő diktátorok rövid életű kormányzását csak Alfredo Stroessner tudta megszakítani. Stroessner 1954. május 5-én hadügyminiszterként katonai puccsal megdöntötte Federico Chávez Careaga (1949–54) hatalmát, és az elnökválasztás után – ahol egyedüli jelöltként indult – ő lett az ország elnöke (1954-89). A Colorado Párt és a hadsereg támogatásával felszámolta az ellenzéket, ugyanakkor a külföldi segélyeket felhasználva visszaszorította az inflációt, és iskolák, kórházak, utak és vízi erőművek építésébe kezdett. Nyolcszori újraválasztását követően Stroessnert 1989. február 2-án a hadsereg főparancsnoka, Andrés Rodríguez tábornok vezette katonai puccs buktatta meg. A katonai irányítású Colorado Párt megtartotta politikai vezető szerepét.

### Demokratikus Paraguay
1992-ben új alkotmánnyal demokratikus reformokat hajtottak végre. Ennek eredményeként 1993. májusában megrendezték az ország első demokratikus választását, melyen a Colorado Párt tagja, a részben magyar származású Juan Carlos Wasmosy győzedelmeskedett. Elnöksége alatt (1993-98) Paraguay csatlakozott a Mercosur-hoz és felgyorsult a privatizáció az egyes ágazatokban. Az 1998-as elnökválasztáson a szintén Colorado Pártbeli Raúl Cubas Grau győzött és vette át Wasmosytól az ország kormányzását.
Fernando Lugo, aki korábban püspök volt, történelmi jelentőségű győzelmet aratott a 2008 áprilisi elnökválasztáson. Az uralmon lévő párt jelöltjét megverve véget vetett a 61 éves konzervatív uralomnak. Lugo majdnem 41%-ot kapott, míg a Colorado-párt jelöltje, Blanca Ovelar csak 31%-ot.

### A történeti kutatás nehézségei
Paraguay története sok vitát vált ki történészek és politikusok között. A történeti események hivatalos értékelése, különösen a háborúké, többé-kevésbé attól függ, hogy az adott könyvet Paraguay-ban, Argentínában, Uruguay-ban, Brazíliában vagy Bolíviában adták ki. Az európai és észak-amerikai szerzők is képtelenek pártatlan állásfoglalásra. Paraguay története vitát vált ki az ottani fő politikai pártok között is, így Paraguay hivatalos történetének van Colorado-párti és liberális változata. A gyarmati időszak és a függetlenség első időszakának eseményei kutatását nagyban megnehezíti, hogy a brazil császári hadsereg kirabolta Asunciónt és az ottani levéltárakat Rio de Janeiróba szállították. Ezen archívumok többségét azóta is titkosként kezelik, megnehezítve ezzel mindenféle történészi munkát.

## Földrajz
Paraguay Dél-Amerika két tengerpart nélküli országának egyike; Brazíliával, Argentínával és Bolíviával határos. 
Az ország területét az azonos nevű, Paraguay folyó két részre osztja. 
A két régió:
- Keleti régió (Paraguay Oriental vagy Paraneña régió). Itt él a lakosság zöme és itt vannak a jelentősebb települések is.
- Nyugati régió (Paraguay Occidental, vagy Chaco)

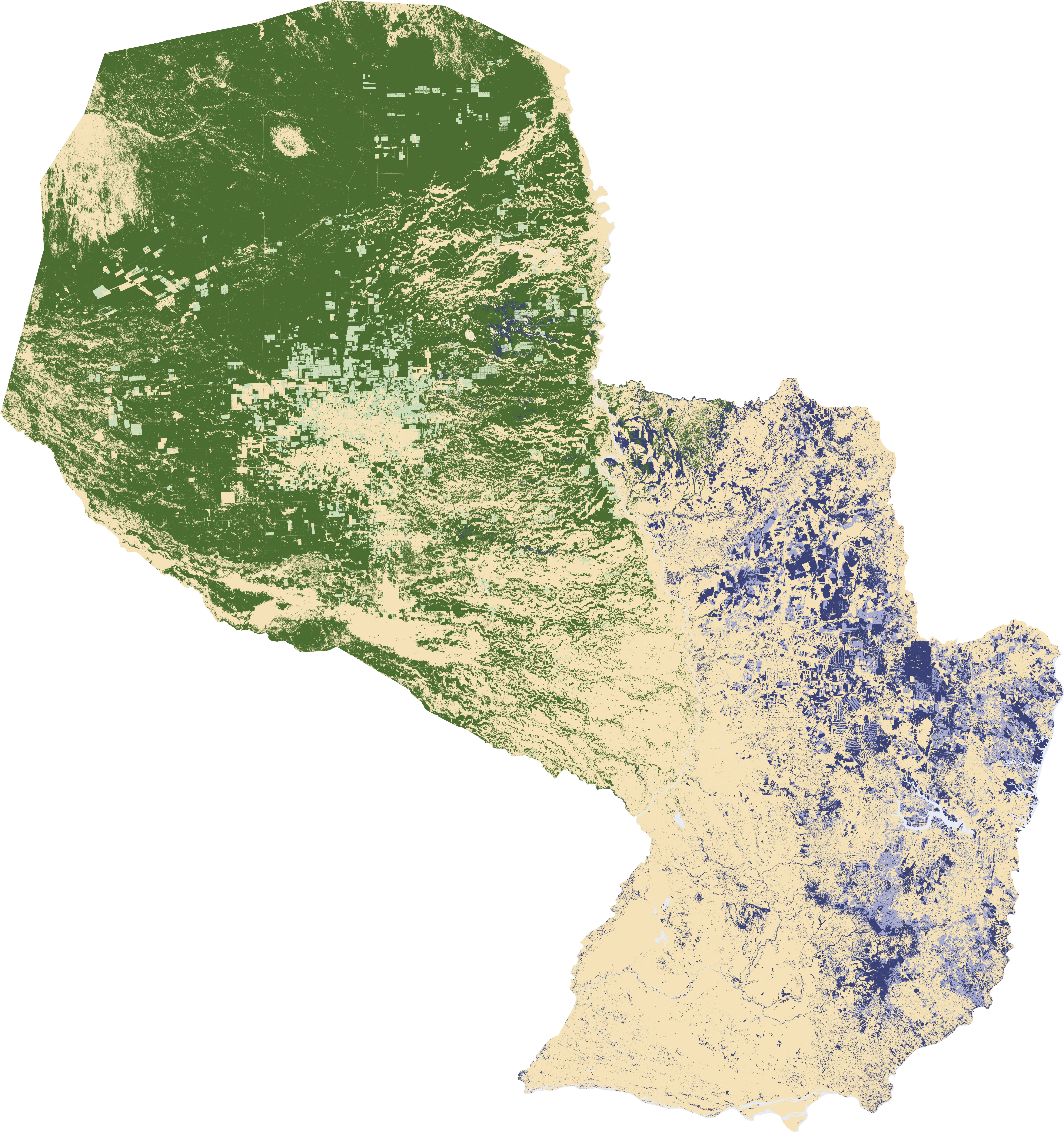
Műholdas kép. Zöld színnel a Gran Chaco vegetációja, kékkel az Atlanti-parti erdők

### Domborzat
A Paraguay folyó osztja két részre. Tőle nyugatra van az ország 60% elfoglaló Gran Chaco. Ez a sok folyóval átszelt alföld folyamatosan emelkedik az Andok előhegységei felé. A Paraguay folyótól keletre található Paraná-fennsík is, ennek magassága általában 300-600m, de a Caaguazúi-hegységben 700m-t is elér.

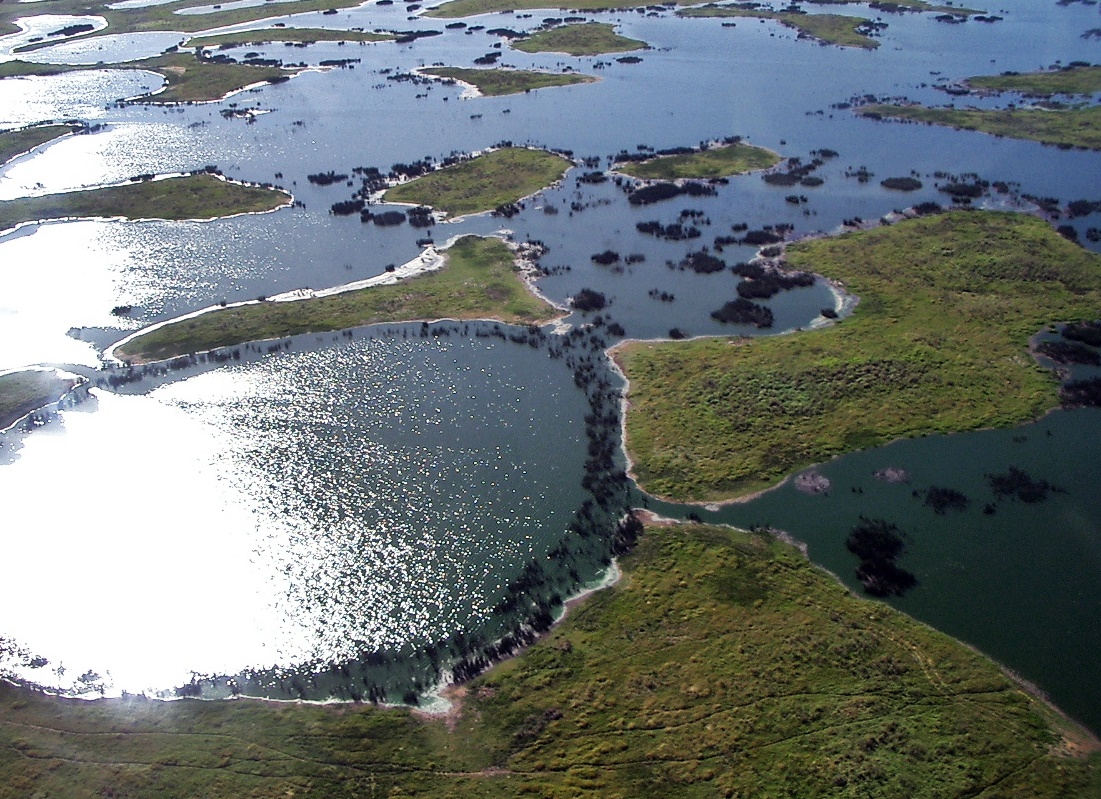
A Pantanal egy része
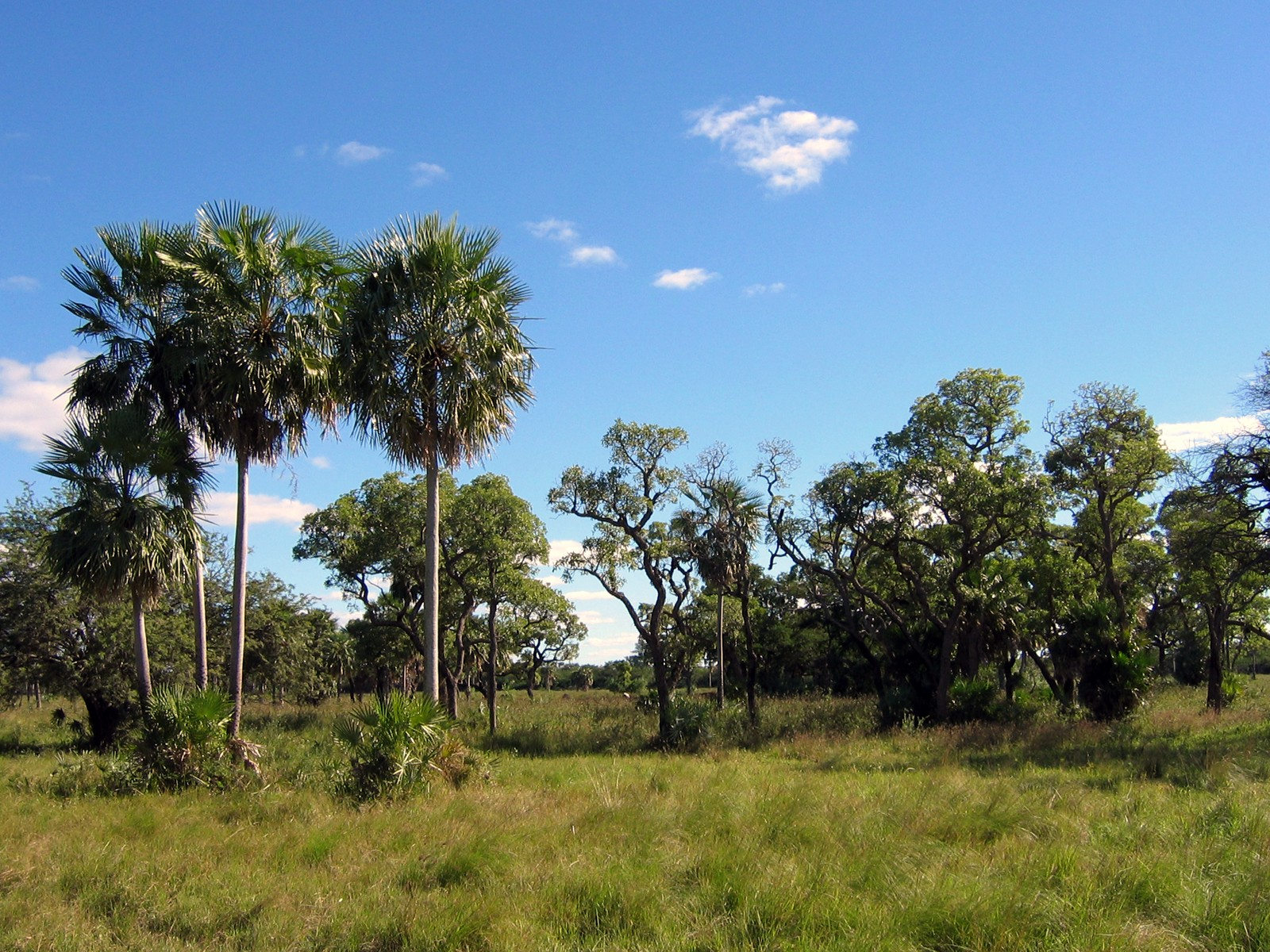
Tájkép a Gran Chacóban

### Vízrajz
Az ország két legfontosabb folyója az országnak nevet adó Paraguay, és a Paraná folyó, amelyre több vízi erőművet építettek, köztük a világ akkor legnagyobb vízerőművét, az Itaipu-erőművet. Az Argentínával közös országhatárt részben ez a két folyó alkotja, részben pedig (egy igen hosszú szakaszon) a Paraguay mellékfolyója, a Pilcomayo.

### Éghajlat
Szubtrópusi éghajlat. A csapadék keleten lényegesen több, mint nyugaton.

### Élővilág, természetvédelem
A Paraguay folyó közelében erdőségek, füves területek, pálmacsoportok színesítik a tájat, nyugatra a bozótos akácia- és mimózaerdők jellemzőek. 
A Gran Chaco (Chaco Boreal) zoológiai menedékhely. Számtalan állatfaj húzódott ide és él zavartalanul. 

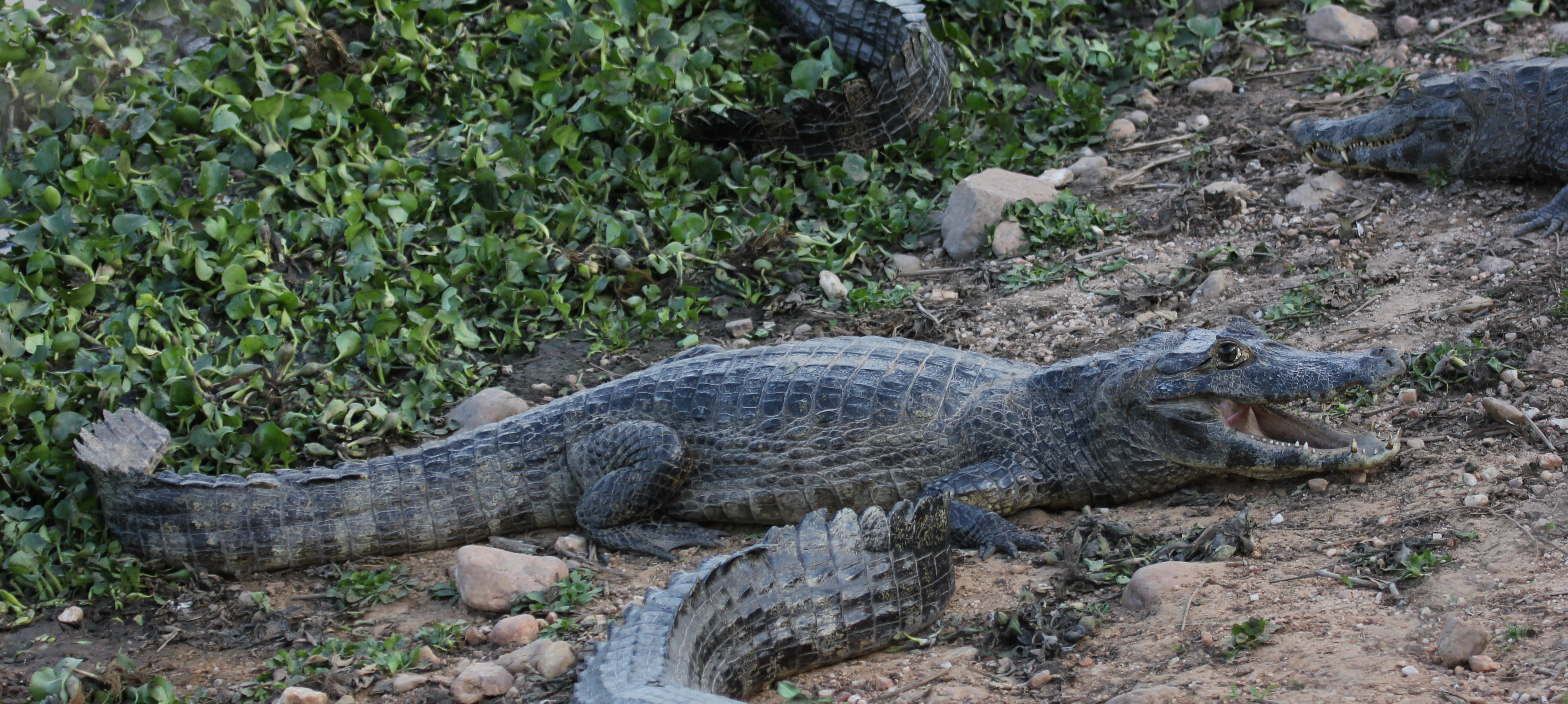
Yacare kajmánok a Pantanalban
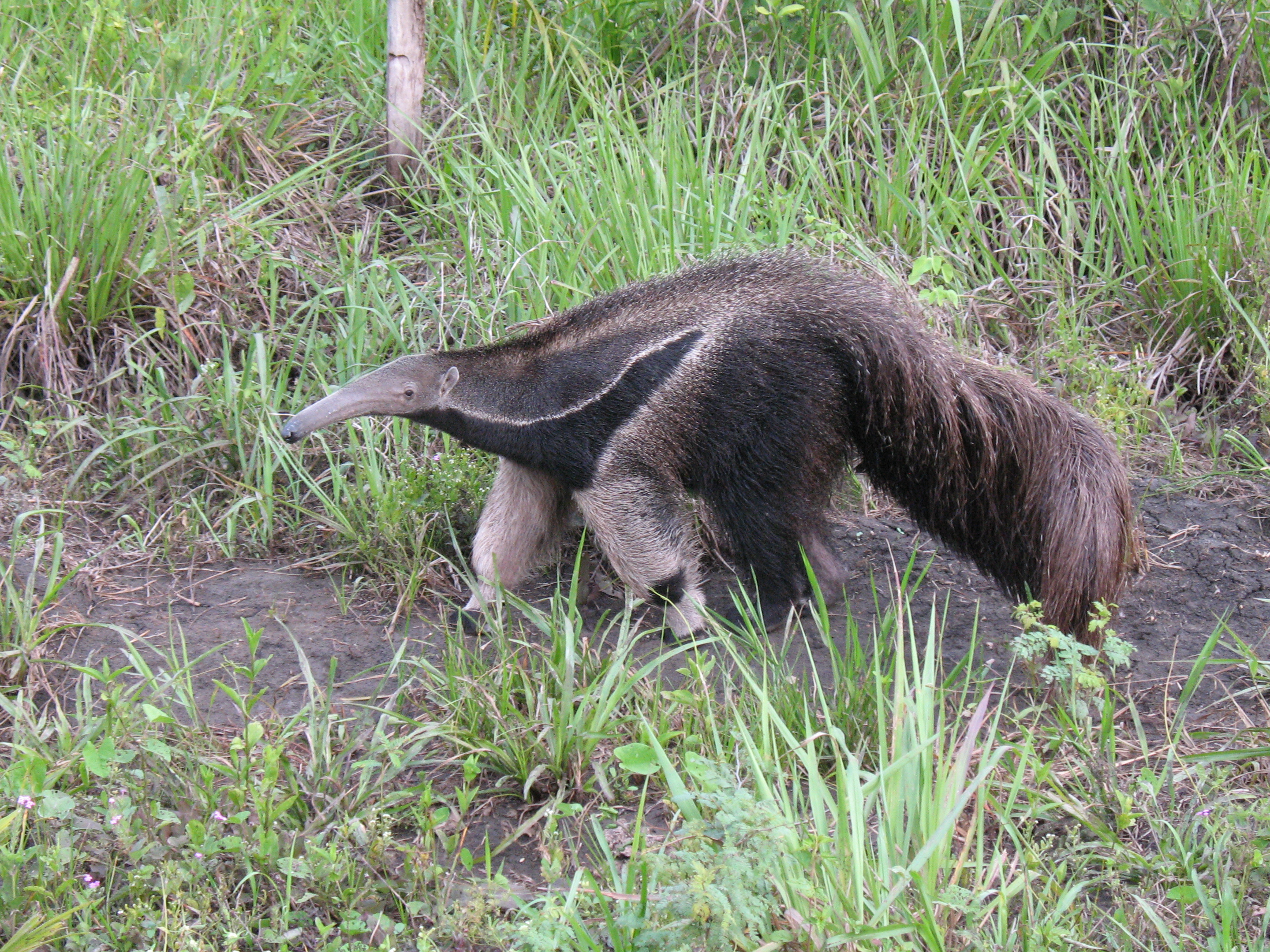
Sörényes hangyász
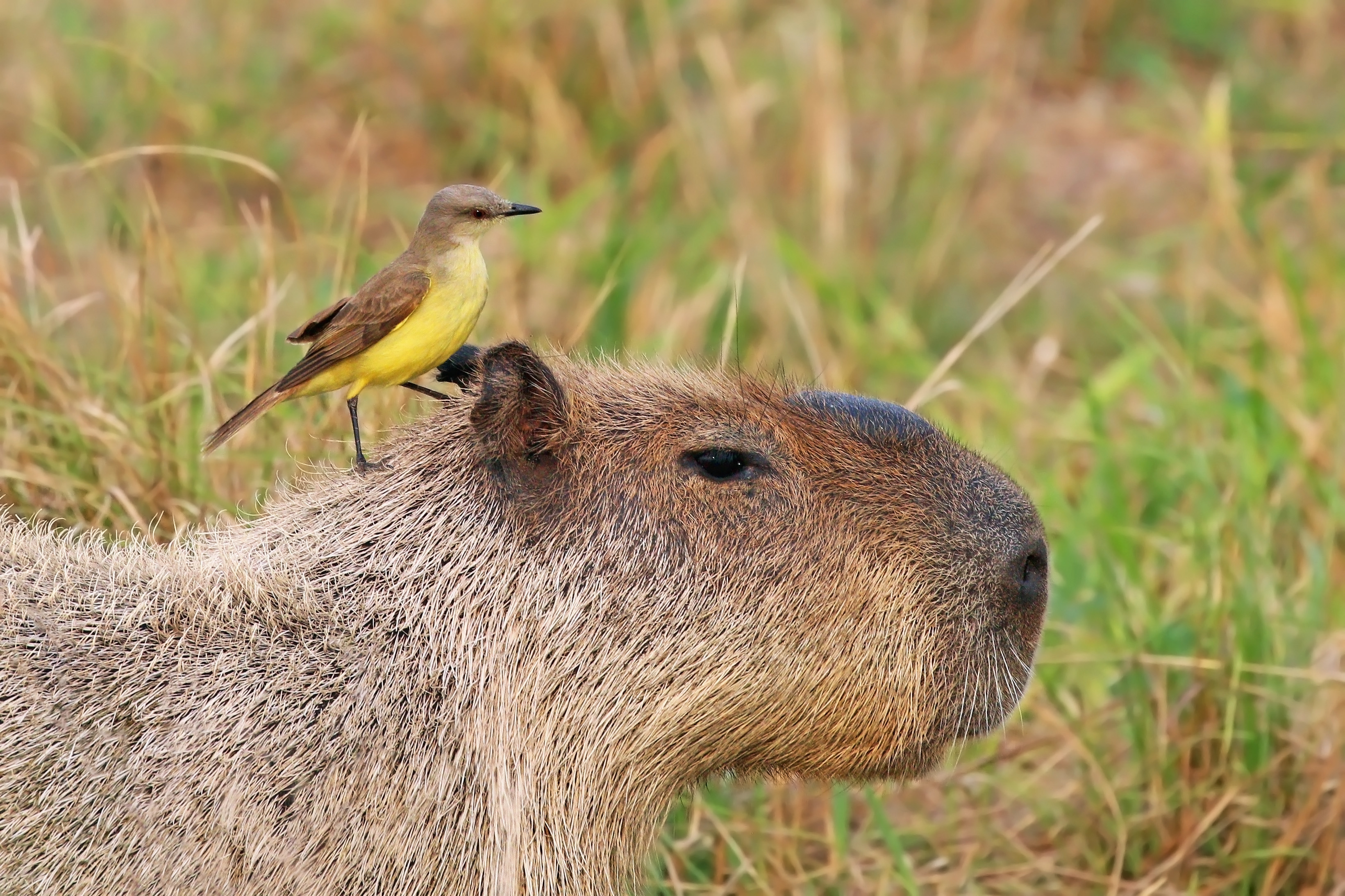
Pásztortirannusz egy vízidisznón
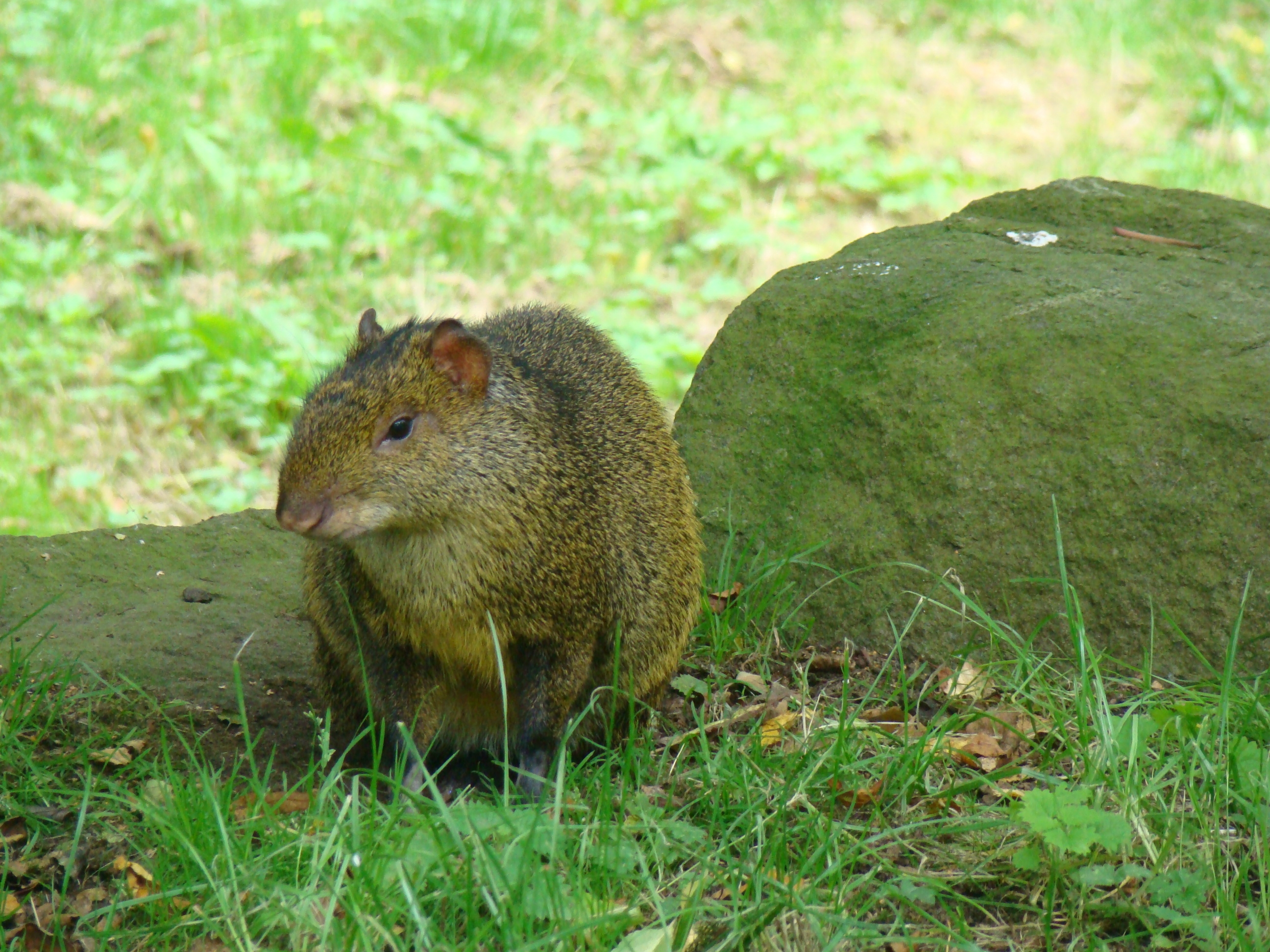
Azara-aguti
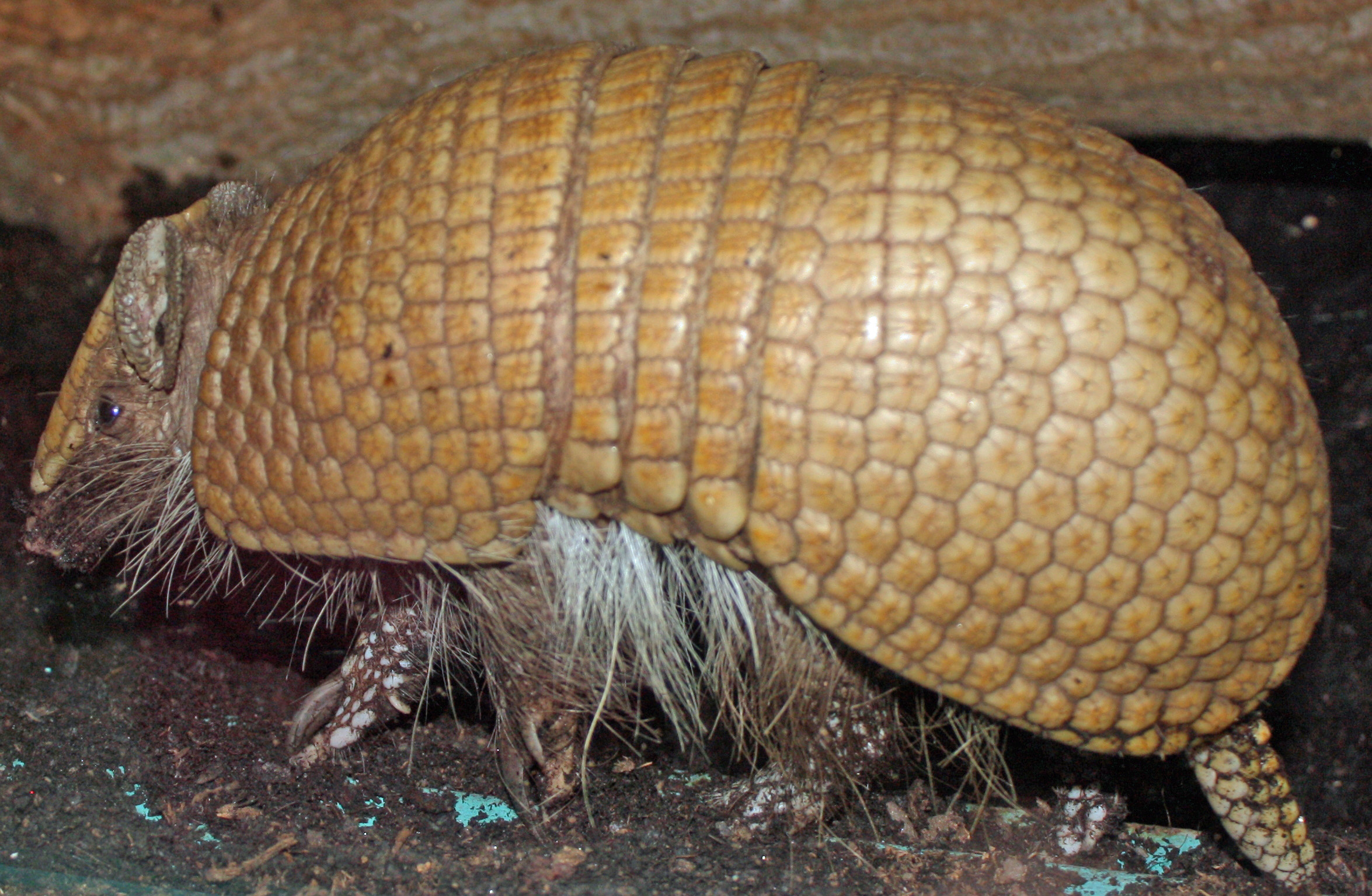
Matakó
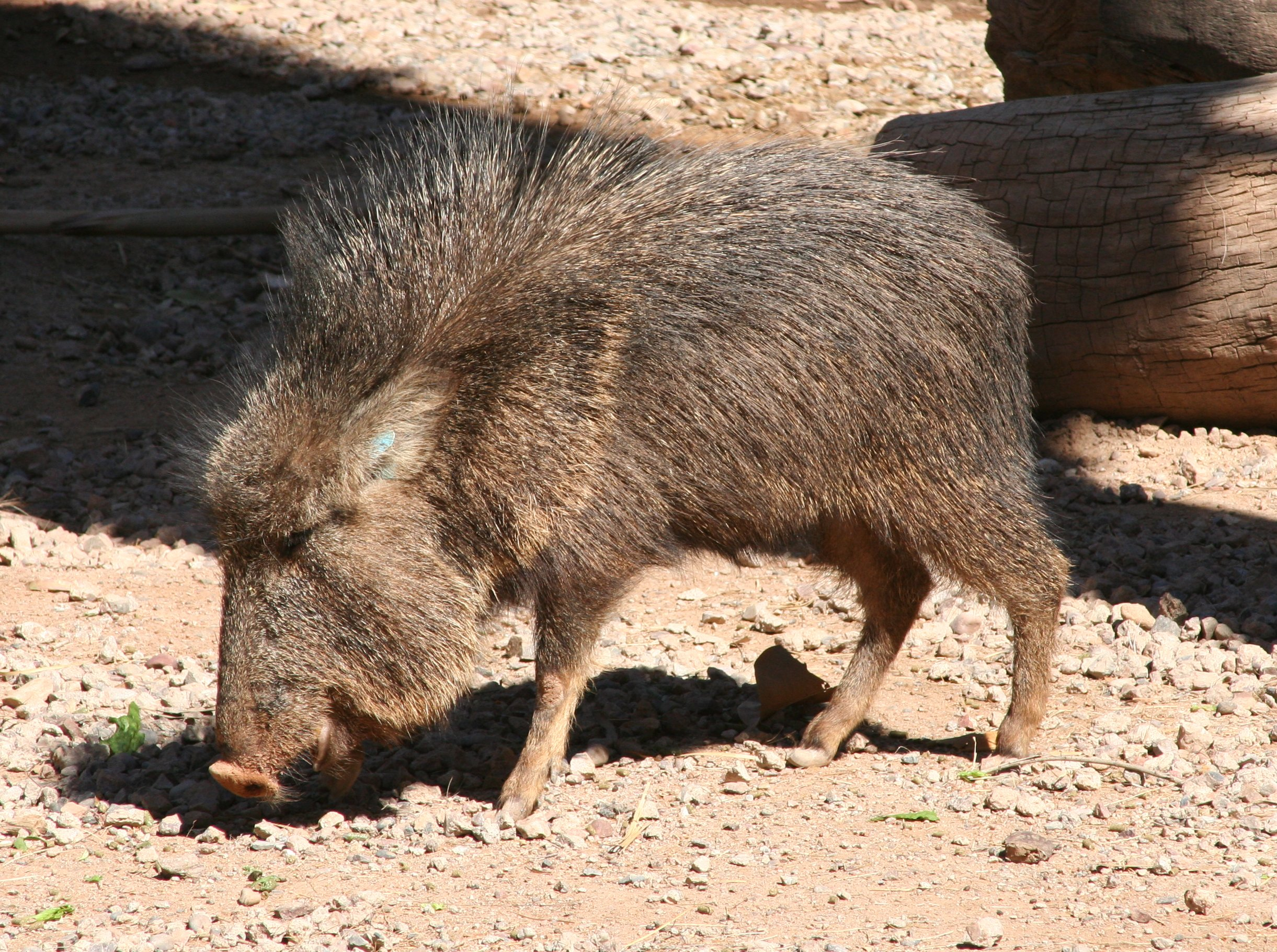
Pekarifélék
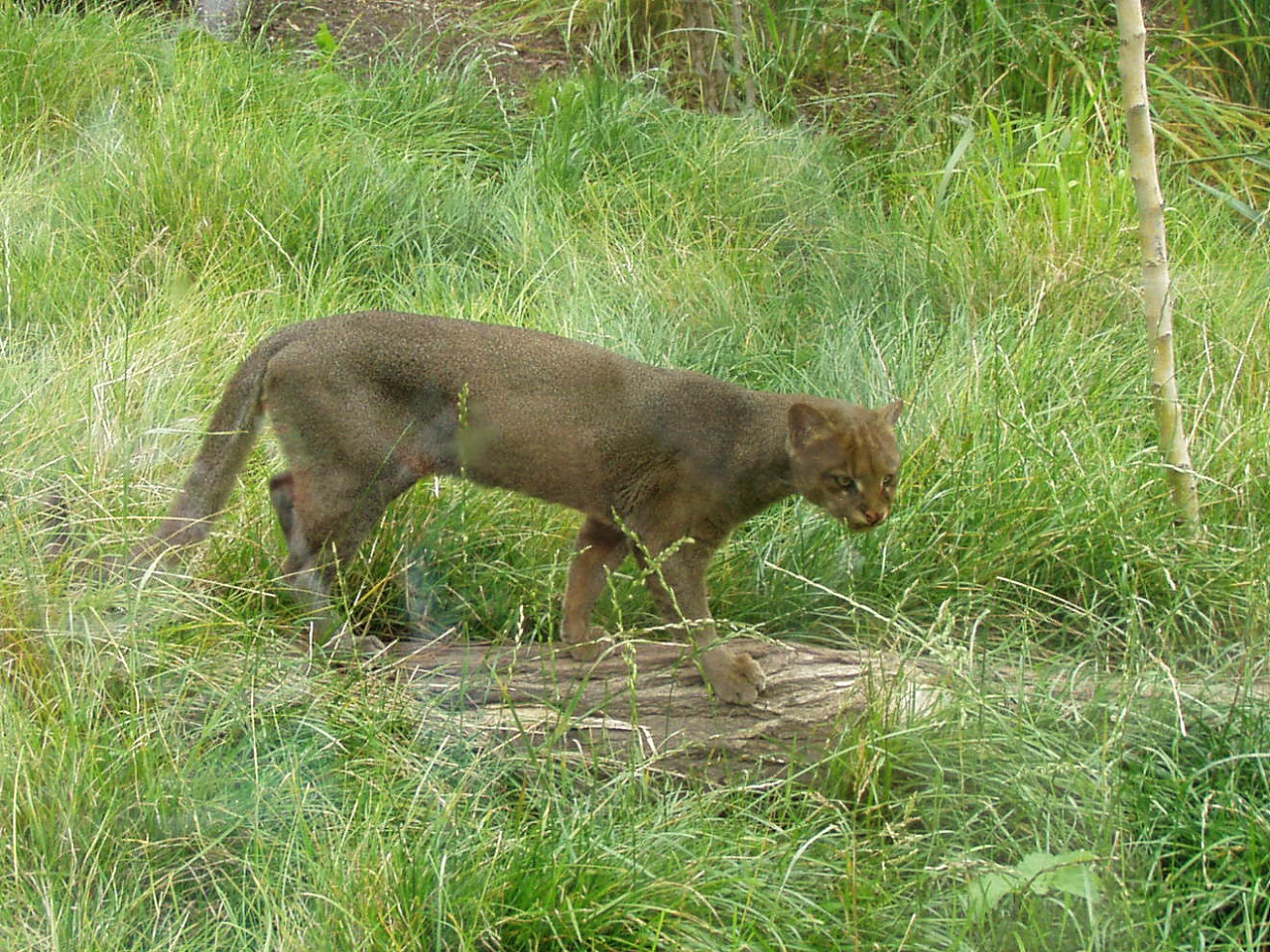
Jaguarundi
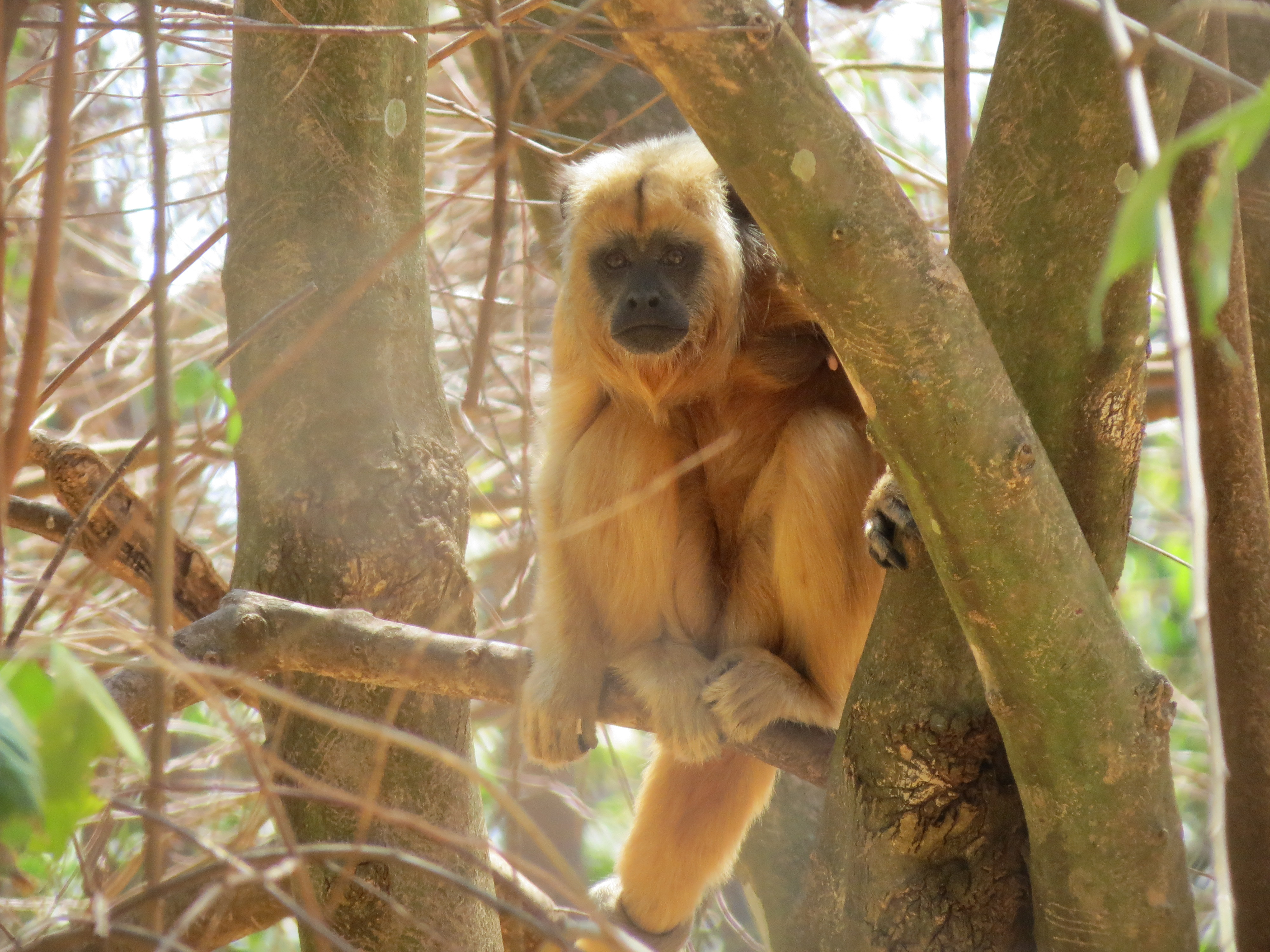
Fekete bőgőmajom

#### Nemzeti parkjai
Az országnak összesen 15 darab nemzeti parkja és nagyobb méretű természetvédelmi területe van:
- Caazapá Nemzeti Park – Az ország déli részén helyezkedik el. Területe nagyjából 160 km²
- Cerro Cora Nemzeti Park – Kelet Paraguayban a Brazil határ közelében helyezkedik el. Alapítás éve: 1976 , Terület: több mint 55 km²
- Defensores del Chaco Nemzeti Park – Északon nagy területű nemzeti park, lápos mocsaras vidéken terül el. Alapítás éve: 1975 , Terület: több mint 7800 km²
- Estero Milagro Nemzeti Park vagy más néven a San Pedro Nemzeti Park – Az ország közepén a Paraguay folyó mentén helyezkedik el. Terület: 250 km²
- Medanos del Chaco Nemzeti Park – Észak-Nyugat Paraguayban a bolíviai határ mentén a második legnagyobb területű nemzeti park. Terület: 5140 km²
- Nacunday Nemzeti Park – Az ország dél-keleti részén az argentin határon a Paraná folyó mentén helyezkedik el. Terület: 20 km². A park híres vízeséseiről, a legnagyobb majdnem 40 méter magas és 110 méter széles Salto Ñacunday vízesés.
- Paso Bravo Nemzeti Park – A keleti országrészben a Brazil határ mellett terül el. Terület: 1040 km²
- Rio Negro Nemzeti Park – Északon, Bolíviával közös nemzeti park kis része helyezkedik el csupán Paraguayban. Terület: 3700 km²
- San Rafael Nemzeti Park – Dél keleti részen. Alapítás éve: 1992, Területe: 693 km²
- Serrania San Luis Nemzeti Park – Keleten.
- Teniente Agripino Enciso Nemzeti Park – Észak-nyugaton. Területe: 400 km²
- Tifunqué Nemzeti Park – Nyugati határon Argentínával szomszédos.
- Vapor Cué Nemzeti Park
- Ybycuí Nemzeti Park
- Ypoá Nemzeti Park

## Államszervezet és közigazgatás

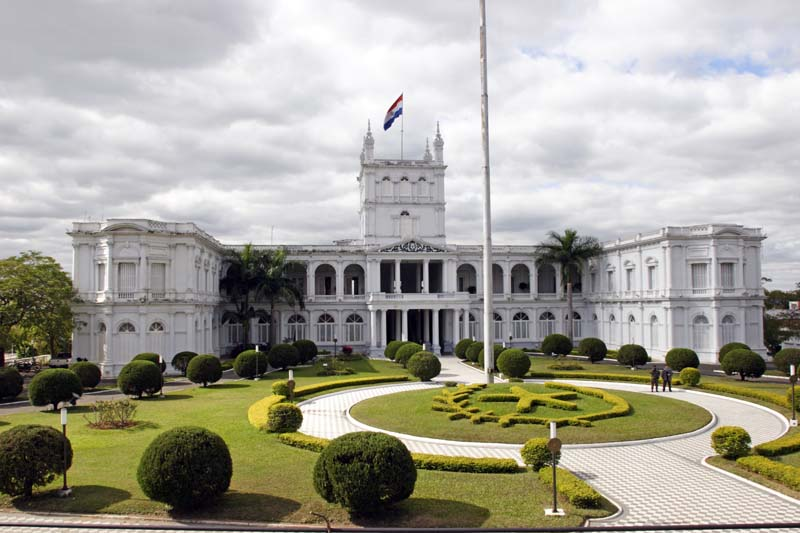
Az elnöki palota, Asuncion

### Politikai pártok
- Asociación Nacional Republicano-Partido Colorado (ANR) – Colorado Párt
- Partido Demócrata Cristiano (PDC) – Kereszténydemokrata Párt
- Partido Liberal Radical Auténtico (PLRA) – Liberális Párt
- Encuentro Nacional (EN)
- Partido Blanco (PB)
- Partido Revolucionario Febrista (PRF) – Febrerista Párt

### Közigazgatási beosztás
Paraguay közigazgatásilag 17 kerületre (departemento) és a fővárosra osztható:
1. Alto Paraguay
2. Alto Paraná
3. Amambay
4. Distrito Capital
5. Boquerón
6. Caaguazú
7. Caazapá
8. Canindeyú
9. Central
10. Concepción
11. Cordillera
12. Guairá
13. Itapúa
14. Misiones
15. Ñeembucú
16. Paraguarí
17. Presidente Hayes
18. San Pedro

## Népesség

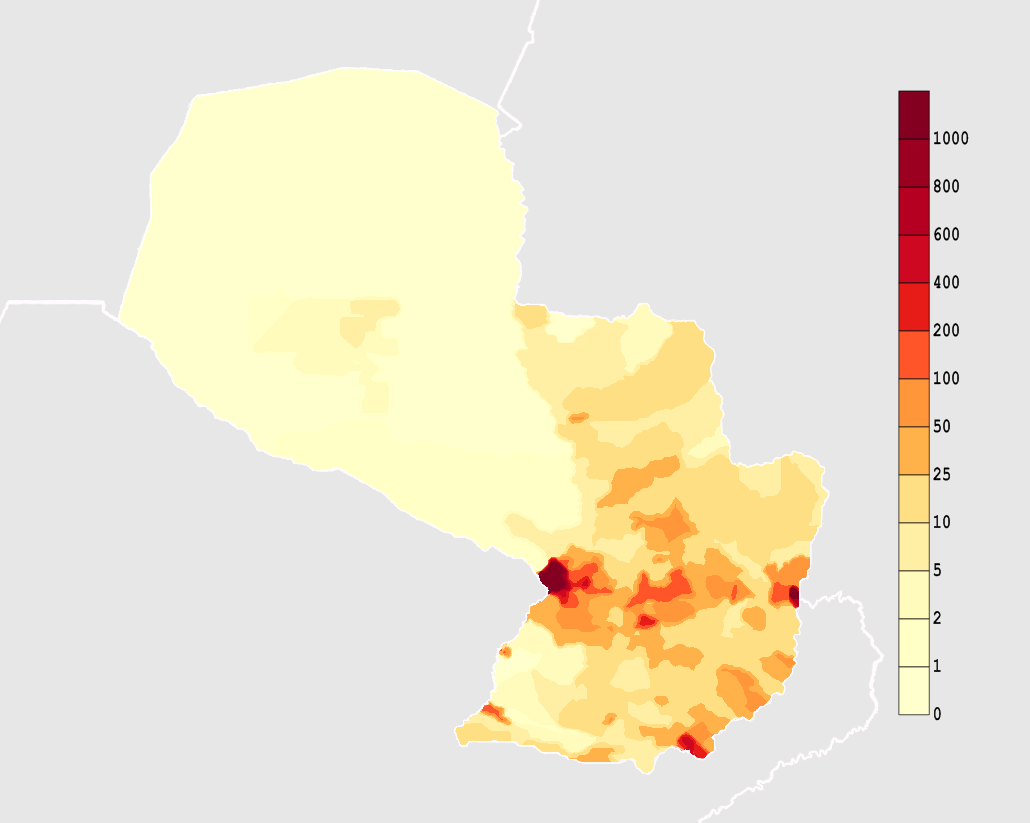
Paraguay népsűrűségi térképe (fő / km²)

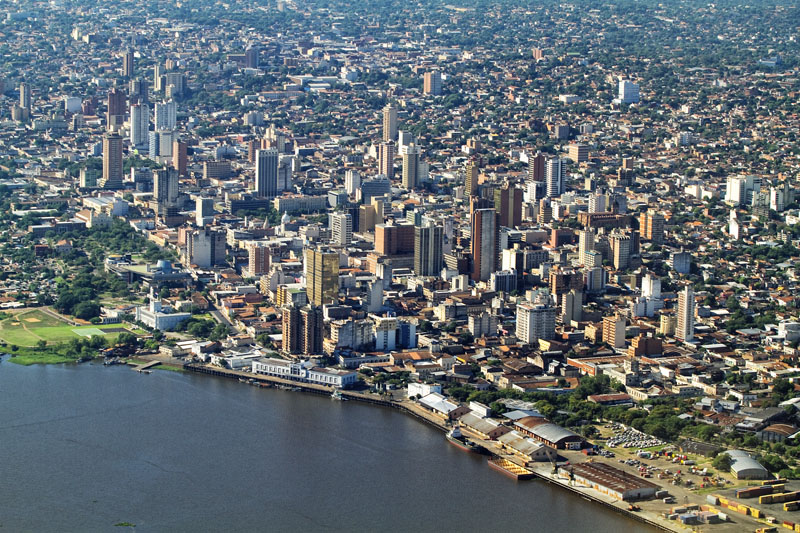
A főváros egy képe

### Népességének változása
| Lakosok száma | 1 907 041 | 2 237 190 | 2 608 887 | 3 028 542 | 3 597 135 | 4 249 747 | 4 911 701 | 5 571 371 | 6 236 005 | 6 811 297 |
|               | 1960      | 1966      | 1972      | 1978      | 1984      | 1990      | 1996      | 2002      | 2008      | 2017      |

### Nyelvi összetétel
Hivatalos nyelvek: spanyol, guarani.

### Etnikai összetétel
CIA World Factbook alapján: mesztic (fehér-indián keverék) kb. 95%, egyéb kb. 5% 
A meszticek külsőleg a fehérekhez hasonlítanak. Az őslakos guarani indiánok aránya mindössze kb. 3%, ezenkívül kb. 1,5% európai fehér, kb. 1,5% ázsiai kisebbség él az országban. Az európaiak 1%-a német származású, a fennmaradó töredék többféle eredetű, pl. bolgár, magyar stb. Az ázsiaiak főleg koreaiak, japánok, tajvaniak és kínaiak.
A teljes lakosság 40%-a bír valamilyen szinten olasz gyökerekkel. A véres háborúkat követően, amikor Paraguay lakossága zömét elvesztette, szükség volt a munkaerő- és a szakemberhiány pótlására, ezért az új kormányok nagymértékben támogatták a bevándorlást. A legnagyobb számban olaszok érkeztek, akik viszont nem alakítottak ki nagyobb, heterogén közösségeket, hanem zömmel összeolvadtak a helyiekkel és más bevándorlókkal. A spanyolajkú népesség zömmel Argentínából és részint Spanyolországból települt újra. Érkeztek még nem csekély számban franciák is.

### Vallási összetétel
Római katolikus 89,6%, református 6,2%, egyéb keresztény 1,1%, egyéb vagy nem specifikált 1,9%, egyik sem 1,1% (2002-es népszámlálás)

## Gazdasága

### Általános adatok
A lakosság nagy százaléka – különösen a vidéki területeken – a mezőgazdasági tevékenységből él, és az önellátó gazdaság jellemző.
A politikai bizonytalanság, a korrupció, a korlátozott előrelépés, a strukturális reformok hiánya, valamint a hiányos infrastruktúra a legfőbb akadályai a hosszú távú, erős gazdasági növekedésnek.

#### Mezőgazdaság
Mezőgazdaságának alapja az állattenyésztés (szarvasmarha). A növénytermesztés (gyapot, cukornád, szójabab, kukorica, búza, dohány, manióka, tápióka, gyümölcsök, zöldségek) alárendelt, a jerba tea és a citrusfélék feldolgozása valamint exportja növekszik. Narancsolaj előállításában világelső, az össztermelés kétharmada származik innen. Erdőségei értékes keményfákat adnak. Jelentős a fakitermelés.

#### Ipar
Ipara nem jelentős, csak a mezőgazdasági termékek feldolgozása és a húsfeldolgozás számottevő. Földje ásványkincsekben szegény.
Jelentősebb ágak még: cement-, textilipar, italok gyártása, faipar.

#### Kereskedelem
Külkereskedelme 2015-ben:
- Főbb import-partnerek: Brazília 25,4%, Kína 23,7%, Argentína 14,8%, USA 7,9%
- Főbb export-partnerek: Brazília 31,7%, Oroszország 9,1%, Chile 7,1%, Argentína 7%
- Főbb import-termékek: a közúti járművek, fogyasztási cikkek, dohány, kőolajtermékek, elektromos gépek, traktorok, vegyszerek, járműalkatrészek
- Főbb export-termékek: szójabab, állati takarmány, pamut, hús, étkezési olaj, fa, bőr

#### Az országra jellemző egyéb ágazatok
Vízenergiában gazdag ország, villamosenergia-szükségleteinek 99%-át  vízerőművek fedezik. A Brazíliával közösen üzemeltetett Itaipu a Föld legnagyobb vízerőműve.

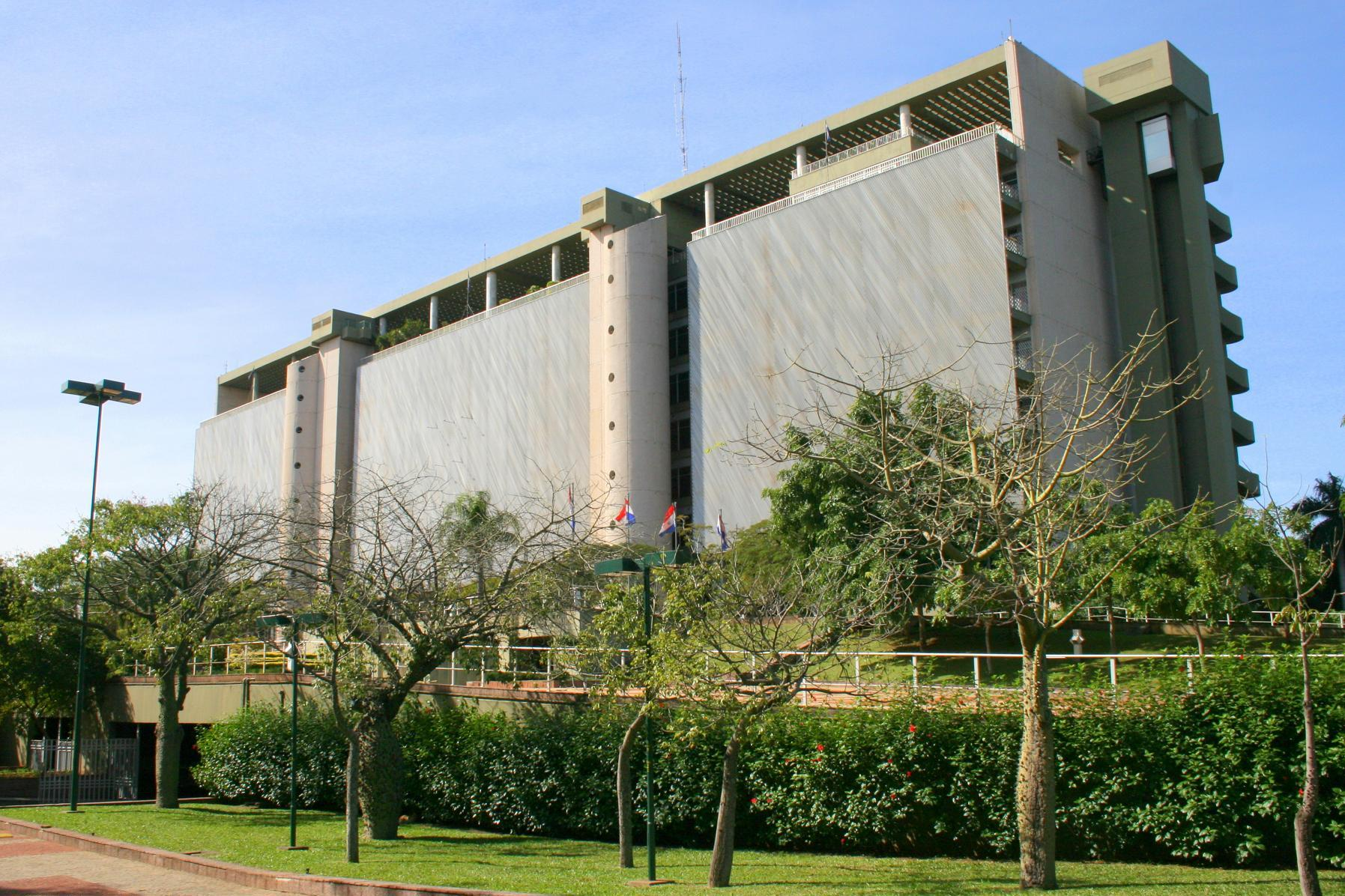
Banképület (Banco Central del Paraguay), Asunción
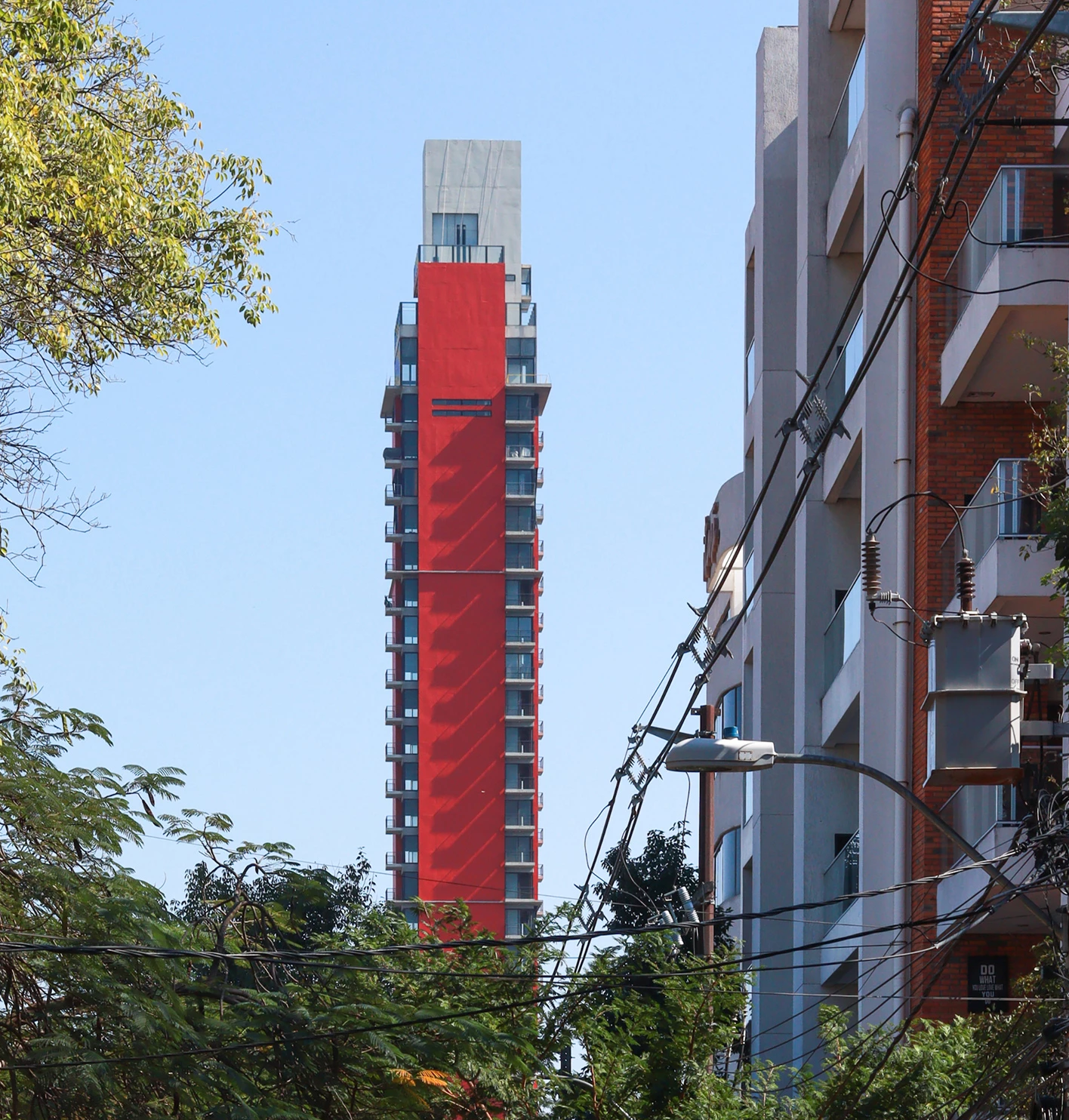
Torre Ícono, Asunción
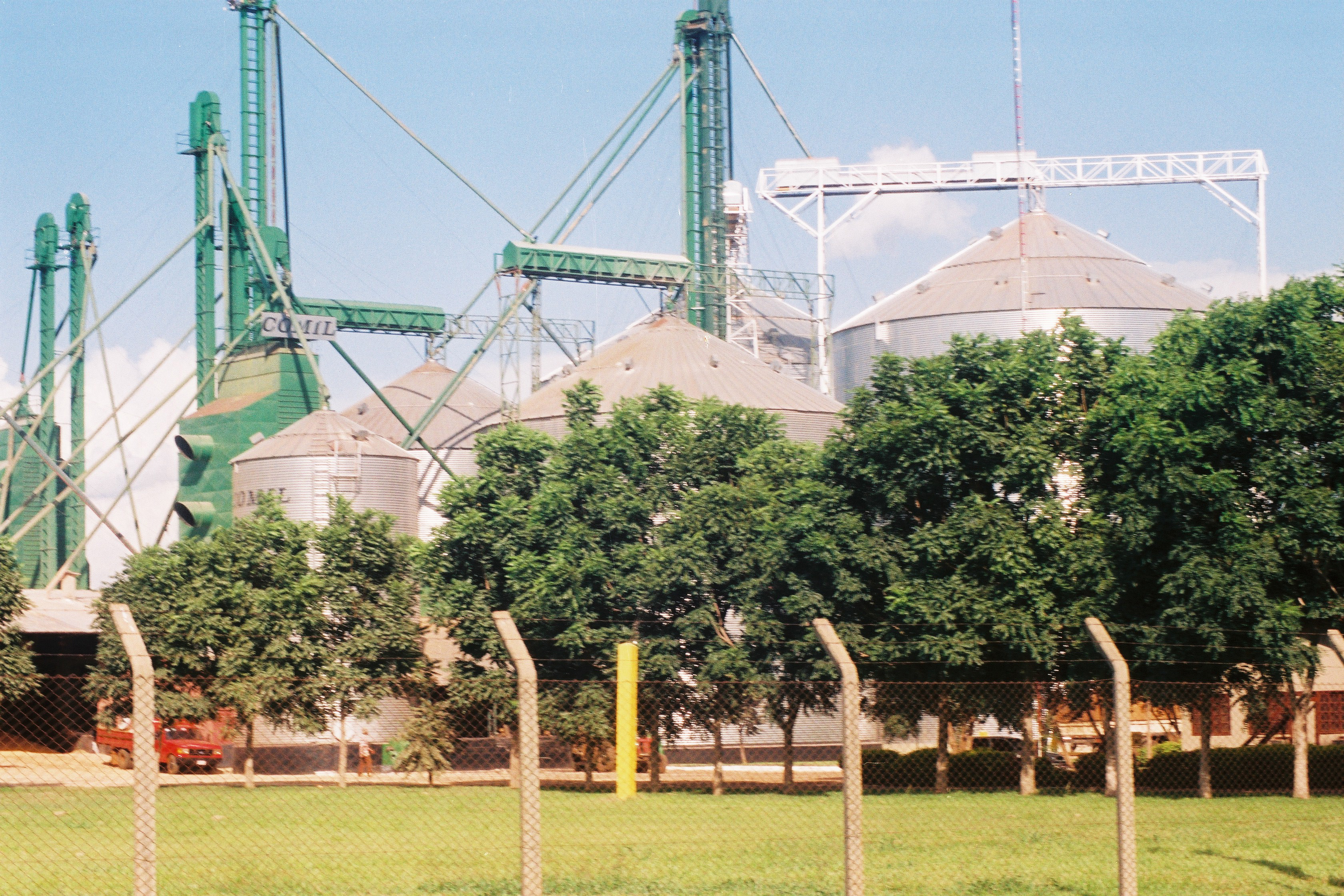
Szójasilók
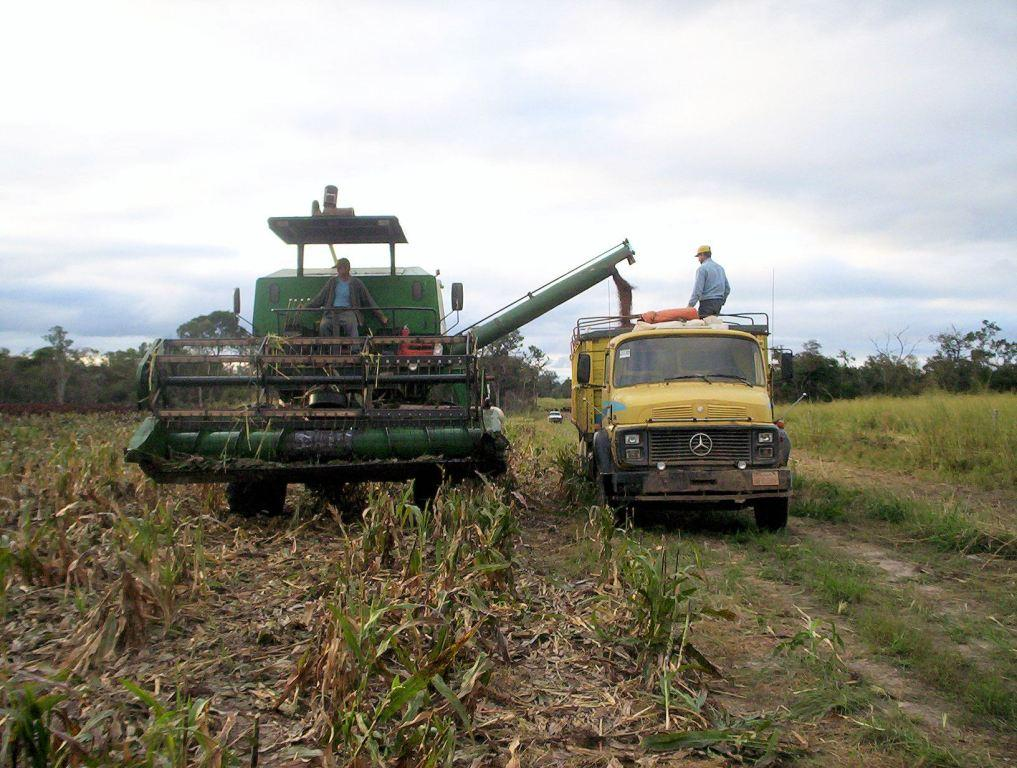
Cirokaratás
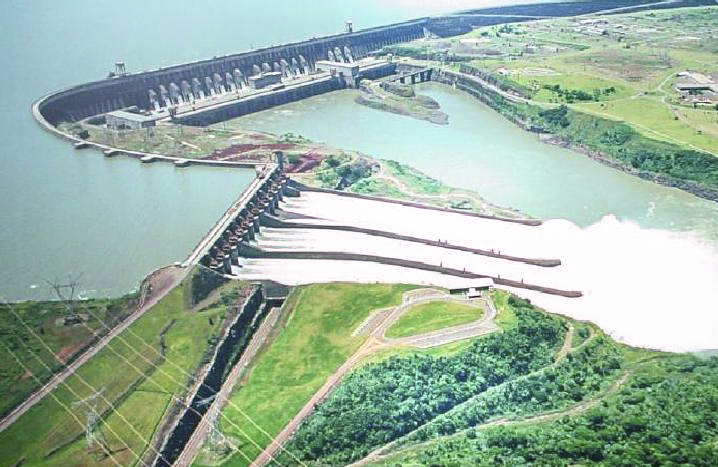
A Brazíliával közös Itaipú-vízerőmű
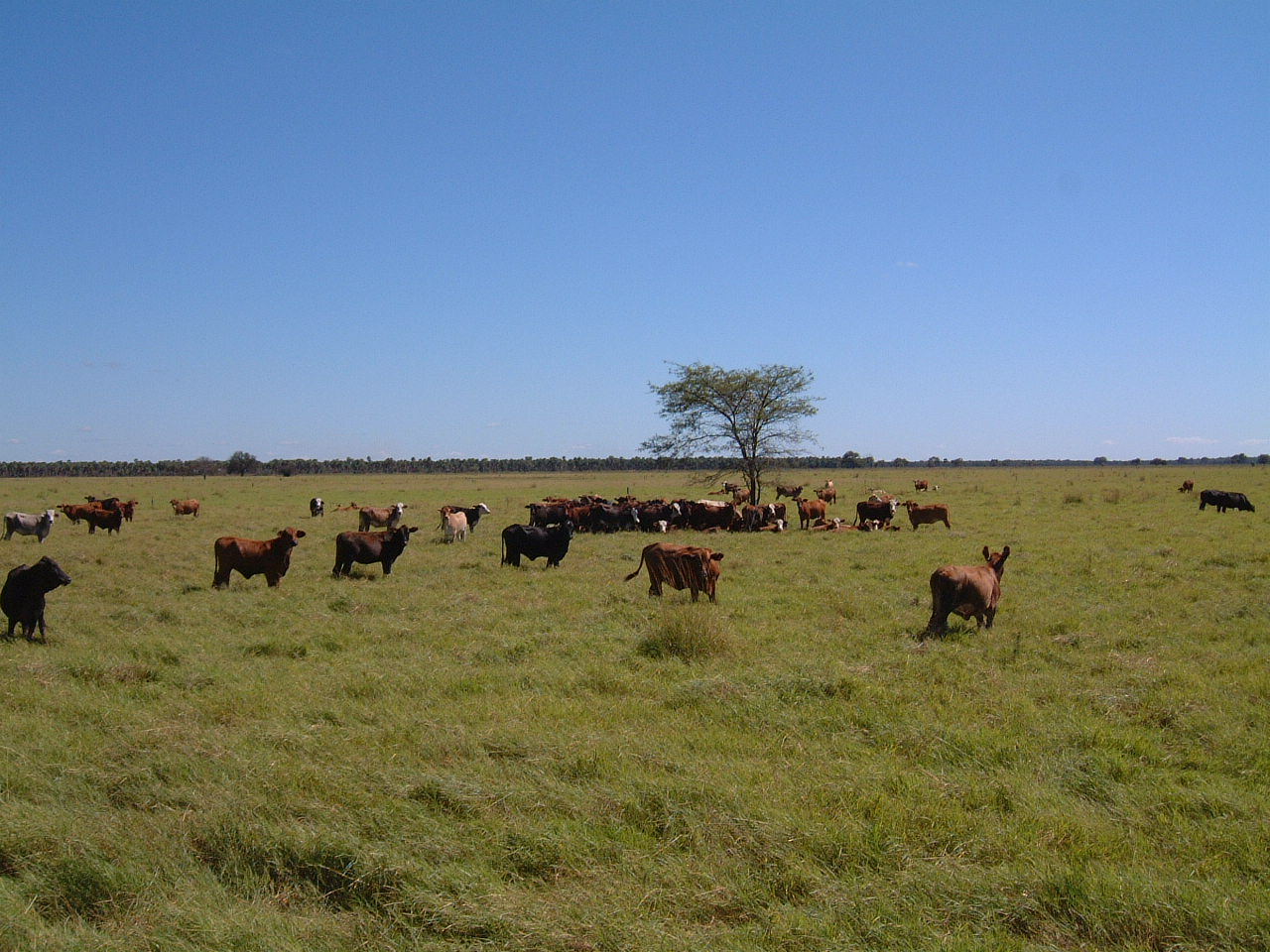
Tehenek legelnek a Gran Chacón

## Közlekedés

Az ország fő útvonalai

Az ország közlekedési hálózatát a 376 km hosszúságú vasút- és 29 500 km hosszúságú közúthálózat adja. A repülőterek száma 11 (melyek közül a legjelentősebb Asunción nemzetközi repülőtér), a kikötőké 4.

## Telekommunikáció
| Hívójel prefix | ZP |
| ITU zóna       | 14 |
| CQ zóna        | 11 |

## Kultúra

### Kulturális intézmények

#### Kulturális világörökség
Paraguay történetének egyedülálló vonása a jezsuita missziók szerepe. Közülük kettőt, a La Santissima Trinidad de Paraná és a Jesús de Tavarangue nevűeket az UNESCO kulturális világörökséggé nyilvánított.

### Művészetek

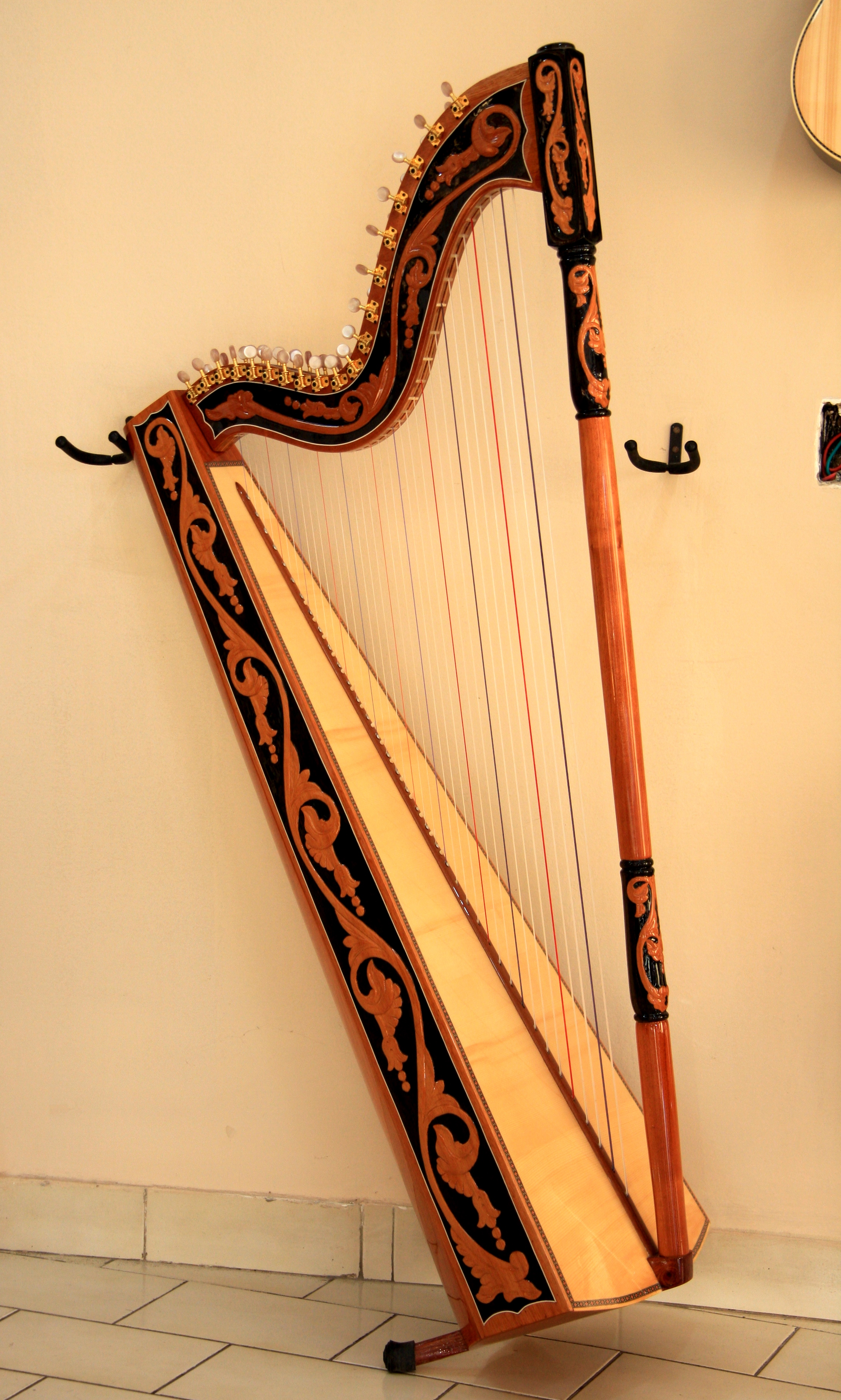
Paraguay-i hárfa

- Építészet
- Képzőművészetek
- Irodalom
- Filmművészet
- Zene

## Ünnepek
Nemzeti ünnepek:
| dátum          | név                              | spanyol név             | megjegyzés        |
| -------------- | -------------------------------- | ----------------------- | ----------------- |
| Jan 1+         | Újév                             |                         |                   |
| Már 1          | A hősök napja                    | Dia de los héroes       |                   |
| Már/ Ápr+      | Nagycsütörtök                    | Jueves Santo            |                   |
| Már/ Ápr+      | Nagypéntek                       | Viernes Santo           |                   |
| Máj 1          | A munka ünnepe                   | Día de los Trabajadores |                   |
| Máj 14 and 15+ | A Függetlenség napja             | Independencia           |                   |
| Jún 12         | Chaco-nap                        | Dia de la Paz del Chaco | Chaco-háború vége |
| Aug 15         | Asunción alapítása               | Fundación de Asunción   |                   |
| Szept 29       | Boquerón-csata emléknapja (1932) | Victoria de Boquerón    |                   |
| Dec 8+         | Szeplőtelen fogantatás           | Virgen de Caacupé       |                   |
| Dec 25+        | Karácsony                        | Día de Navidad          |                   |